# Mustiinsaari
Mustiinsaari är en ö i Finland. Den ligger i sjön Pyhäjärvi och i kommunen Vesilax i den ekonomiska regionen Tammerfors och landskapet Birkaland, i den södra delen av landet, 150 km nordväst om huvudstaden Helsingfors. Öns area är 8,3 hektar och dess största längd är 400 meter i sydöst-nordvästlig riktning.